# Linezolid
Linezolid je sintetični antibiotik, ki se uporablja pri hudih okužbah z grampozitivnimi bakterijami, odpornimi proti številnim drugim antibiotikom. Spada v skupino oksazolidinonov in je učinkovit proti večini grampozitivnih bakterij, ki povzročajo bolezni, vključno s streptokoki, proti vankomicinu odpornimi enterokoki (VRE) in proti meticilinu odpornim Staphylococcus aureus (MRSA). Glavne indikacije linezolida so okužbe kože in mehkih tkiv ter pljučnice (zlasti bolnišnične), čeprav je čedalje pogostejša nenamenska uporaba za številne druge okužbe. Proizvajalec Pfizer ga je dal na tržišče pod različnimi zaščitenimi imeni: Zyvox® (v ZDA, Avstraliji ...), Zyvoxid® (v Evropi) in Zyvoxam® (v Kanadi in Mehiki). 
Učinkovina je bila odkrita v 90-ih, dovoljenje za promet pa je prejela leta 2000; linezolid je bil prvi oksazolidinonski antibiotik, prisoten na tržišču, in je zaenkrat še edini, čeprav so drugi v fazi razvoja. Je zaviralec sinteze beljakovin in na ta način zavira bakterijsko rast. Tak mehanizem izrabljajo številni antibiotiki, vendar kaže, da je mehanizem delovanja linezolida edinstven, značilen za oksazolidinone. Bakterijska odpornost proti linezolidu je zaenkrat redka.
Pri kratkotrajni uporabi je linezolid sorazmerno varna učinkovina; uporablja se lahko pri bolnikih vseh starosti in tudi pri bolnikih z okvarami ledvic ali jeter. Med neželene učinke pri kratkotrajni uporabi sodijo glavobol, driska, slabost. Pri dolgotrajnejši uporabi pa naj bi povzročal hude neželene učinke, kot sta zaviranje delovanja kostnega mozga in trombocitopenijo (znižanje števila krvnih ploščic); opisana neželena učinka se pojavljata zlasti pri več kot dvotedenskem dajanju. Če se aplikacija ne prekine, lahko povzroči periferno nevropatijo, ki je lahko tudi nepovratna, poškodbe vidnega živca in laktacidozo (kopičnje mlečne kisline) – ti neželeni učinki so posledica mitohondrijske toksičnosti.
Linezolid je precej drago zdravilo; en cikel zdravljenja lahko stane več tisoč evrov. Vendar pa podatki kažejo, da je v primerjavi z drugimi antibiotiki stroškovno učinkovitejši, predvsem zaradi možnosti prehoda z intravenskega dajanja na peroralno uporabo, ko je bolnik dovolj stabilen, in pri tem ni potrebno spreminjanje odmerka.

## Zgodovina
Že od 50-ih let prešnjega stoletja je znano, da so oksazolidinoni zaviralci monoaminske oksidaze. Njihovo protimikrobno delovanje so odkrili v 70-ih. Leta 1978 je družba DuPont patentirala niz oksazolidinonskih derivatov kot učinkovite spojine proti bakterijskim in glivičnim okužbam rastlin, leta 1984 pa so z novim patentom zaščitili njihovo uporabo pri bakterijskih okužbah pri sesalcih. Leta 1987 so pri DuPontu predstavili podroben opis oksazolidinonov kot nove skupine antibiotikov s svojstvenim mehanizmom delovanja. Zgodnje spojine so izkazale hepatotoksične učinke in nadaljnji razvoj se je zato zaustavil.
Podjetje Pharmacia & Upjohn je v 90-ih začela s svojim raziskovanjem oksazolidinonov. Študije razmerja med strukturo in delovanjem so vodile do razvoja več podskupin oksazolidinonskih derivatov z različnimi varnostnimi profili in protimikrobno učinkovitostjo. Dve spojini sta postali kandidatki za učinkovino: eperezolid in linezolid. V predkliničnih študijah sta potencialni učinkovini izkazovali podobno varnost in protimikrobno učinkovitost, zato sta obe prešli v fazo I kliničnih raziskav, da bi ugotovili razlike v farmakokinetiki. Tako so ugotovili farmakoknetično prednost pri linezolidu zaradi potrebe po le dvakrat dnevni aplikaciji, medtem ko je bilo treba dajati eperezolin trikrat dnevno, da so dosegli podobno izpostavljenost zdravilu. Zato je v nadaljnje raziskovanje prešel linezolid. Ameriški Urad za prehrano in zdravila (FDA) je izdalo dovoljenje za trženje zdravila v ZDA 18. aprila 2000. Zdravilo je nato dobilo dovoljenje za promet v Braziliji junija 2000, v Veliki Britaniji januarja 2001, na Japonskem in v Kanadi aprila 2001, v Evropi (v različnih mesecih leta 2001, odvisno od države), in nato še v drugih dražvah latinske Amerike in Azije.
Zaenkrat je linezolid edini oksazolidinonski antibioti na tržišču, vendar so nekatere druge učinkovine v fazi razvoja, npr. posizolid (AZD2563), ranbezolid (RBx 7644), torezolid (TR-701) in radezolid (RX-1741).

## Spekter delovanja
Linezolid je učinkovit proti vsem klinično pomembnim grampozitivnim bakterijam (le-te so obdane z debelim peptidoglikanskim slojem in so brez zunanje membrane), tudi proti Enterococcus faecium in Enterococcus faecalis (vključno s proti vankomicinu odpornimi enterokoki), Staphylococcus aureus (vključno s proti meticilinu odpornim Staphylococcus aureus, MRSA), Streptococcus agalactiae, Streptococcus pneumoniae, Streptococcus pyogenes, alfahemolitičnim streptokokom, Listeria monocytogenes in korinebakterijam  (slednje so med najobčutljivejšimi na linezolid z minimalno inhibitorno koncentracijo manj kot 0,5 mg/L). V raziskavah in vitro izkazuje linezolid tudi visoko učinkovitost proti nekaterim mikobakterijam. Podatki kažejo, da je zelo učinkovit proti bakterijam iz rodu nokardij, vendar avtorji zaradi visokih stroškov in potencialnih resnih neželenih učinkov priporočajo kombiniranje z drugimi antibiotiki oziroma uporabo v primerih, ko druge oblike antibiotičnega zdravljenja niso uspešne.
Linezolid naj bi deloval bakteriostatično na večino bakterij (zavre njihovo rast in razmnoževanje, vendar jih ne ubije), proti streptokokom pa izkazuje tudi delno baktericidni učinek (jih ubije). 
Nekateri avtorji navajajo, da se linezolid kljub bakteriostatičnemu učinku v raziskavah in vitro obnaša v in vivo razmerah kot baktericidni antibiotik, ker zavre proizvodnjo stafilokoknih in streptokoknih toksinov. Izkazuje tudi postantibiotični učinek, ki za večino bakterij znaša eno uro. To pomeni, da je ta čas bakterijska rast zavrta, čeprav so v krvi koncentracije antibiotika zelo nizke.

### Gramnegativne bakterije
Linezolid nima klinično pomembnega učinka na večino gramnegativnih bakterij; na primer psevdomonasi in enterobakterije niso občutljive. In vitro je učinkovit proti Pasteurella multocida, Fusobacterium, Moraxella catarrhalis, Legionella, Bordetella, in Elizabethkingia meningoseptica ter zmerno učinkovit (z minimalno inhibitorno koncentracijo 8 mg/L za 90 % sevov) proti Haemophilus influenzae. Zaradi učinkovitega delovanja se je linezolid uporabljal kot zdravilo druge izbire pri zdravljenju okužb s Capnocytophaga.

### Primerljivi antibiotiki
Spekter delovanja linezolida proti grampozitivnim bakterijam je podoben kot pri glikopeptidnih antibiotikih (predvsem vankomicin, ki je dolgo veljal za standard v zdravljenju okužb z MRSA); pogoste so primerjave med linezolidom in vankomicinom. Drugi primerljivi antibiotiki so teikoplanin (prav tako glikopeptidni antibiotik), kvinupristin/dalfopristin (kombinacija dveh streptograminov, neučinkovita proti E. faecalis) in daptomicin (lipopeptid); nekateri so še v fazi razvoja, npr. ceftobiprol, dalbavancin in telavancin. Linezolid je edini, ki se lahko uporablja peroralno (z zaužitjem). V prihodnosti bi lahko predstavljala oritavancin in iklaprim uporabni alternativni učinkovini za peroralno uporabo, vendar sta oba še v zgodnjih fazah kliničnega razvoja.

## Terapevtska uporaba
Glavna indikacija linezolida je zdravljenje hudih okužb z grampozitivnimi bakterijami, ki so odporne proti drugim antibiotikom; ne sme se uporabljati pri okužbah, ki so občutljive na antibiotike z ožjim spektrom delovanja, kot so penicilini in cefalosporini. Linezolid je tako v poljudnem tisku kot strokovnih člankih pogosto opisan kot rezervni antibiotik, torej antibiotik, se uporablja preudarno, da bakterije ne razvijejo odpornosti.
V ZDA je Urad za prehrano in zdravila (FDA) odobril naslednje indikacije: okužbe s proti vankomicinu odpornimi enterokoki, z invazijo bakterij v krvni obtok ali brez nje; bolnišnične pljučnice in zunajbolnišnične pljučnice, ki jih povzročata S. aureus ali S. pneumoniae; zapletene okužbe kože in kožnih struktur, ki jih povzročajo na linezolid občutljive bakterije, vključno z okužbami diabetičnega stopala, razen če pride pride do zapleta z osteomielitisom (okužba kostnine in kostnega mozga); druge okužbe kože ali mehkih tkiv, ki jih povzročata S. pyogenes ali S. aureus. V Združenem kraljestvu so pljučnice in zapletene okužbe kože in kožnih struktur edine predpisane indikacije. Po podatkih je linezolid varno in učinkovito zdravilo za uporabo pri otrocih in novorojenčkih, prav tako kot pri odraslih.
Enake indikacije ima zdravilo tudi v Sloveniji.

### Okužbe kože in mehkih tkiv
Obsežna metaanaliza randomiziranih nadzorovanih raziskav je pokazala, da je linezolid pri zdravljenju okužb kože in mehkih tkiv z grampozitivnimi bakterijami učinkovitejši od glikopeptidnih antibiotikov (npr. vankomicin ali teikoplanin) ali betalaktamskih antibiotikov. Manjše študije kažejo tudi na prednost pred teikoplaninom pri vseh hudih grampozitivnih okužbah.
Pri zdravljenju diabetičnega stopala se je linezolid izkazal kot cenejši in učinkovitejši od vankomicina. Leta 2004 je neslepa študija pokazala, da je linezolid nasploh enako učinkovit kot ampicilin/sulbaktam ali koamoksiklav in veliko učinkovitejši pri bolnikih z razjedami na stopalu in brez osteomielitisa, vendar je tudi pogostnost neželenih učinkov znatno večja. Metaanaliza iz leta 2008, ki je upoštevala 18 randomiziranih nadzorovanih raziskav, pa je pokazala, da je zdravljenje z linezolidom neučinkovito v enakem obsegu kot pri drugih antibiotikih, ne glede na to, ali je pri bolniku prisoten osteomielitis.
Nekateri avtorji dajejo prednost uporabi kombinacije cenejših in stroškovno učinkovitejših zdravil (na primer kotrimoksazol in rifampicin ali klindamicin) pri okužbah kože in mehkih tkiv, če to omogoča občutljivost povzročitelja.

### Pljučnica
Pri zdravljenju pljučnice ni dokazov, da bi obstajale znatne razlike v uspešnosti zdravljenja z linezolidom, glikopeptidi ali ustreznimi betalaktamskimi antibiotiki. Smernice za zdravljenje zunajbolnišnične pljučnice, ki sta jih razvila Ameriško torakalno združenje in Ameriško društvo za nalezljive bolezni, priporočajo linezolid kot rezervni antibiotik za primere, ko je MRSA dokazano povzročitelj bolezni ali če obstaja sum na MRSA na osnovi kliničnih znakov. Smernice Britanskega torakalnega društva ne priporočajo linezolida kot zdravilo prvega izbora, temveč kot alternativo vankomicinu. Linezolid je tudi sprejemljiva oblika zdravljenje zunajbolnišničnih pljučnic, ki jih povzročajo pnevmokoki, odporni proti penicilinom.
Za bolnišnične pljučnice, povzročene z MRSA, ameriške smernice priporočajo kot zdravilo prvega izbora bodisi linezolid bodisi vankomicin. Nekatere študije so pokazale, da ima linezolid pri zdravljenju bolnišničnih pljučnic prednost pred vankomicinom, zlasti pri z respiratorjem povezani pljučnici, povzročeni z MRSA, najbrž zato, ker linezolid prehaja v veliko večji meri v bronhialno tekočino kot vankomicin. Vendar so se porodila določena vprašanja v zvezi s temi študijami, ki postavljajo pod vprašaj rezultate, ki dajejo prednost linezolidu. Vsekakor ima linezolid dve prednosti: biološko uporabnost (omogoča enostaven preklop na peroralno zdravljenje) in da je primeren tudi za bolnike s slabim ledvičnim delovanjem (medtem ko je pri vankomicinu v takih primerih težavno določiti pravo odmerjanje).

## Nenamenska uporaba
Velja, da se tako imenovane »globoke« okužbe, kot sta osteomielitis in bakterijski endokarditis, zdravijo z baktericidnimi in ne bakteriostatičnimi antibiotiki. Vendar pa so bile izvedene predklinične študije, ki so vrednotile učinkovitost linezolida pri teh vrstah okužb; tudi v klinični praksi je bilo zdravilo uporabljano uspešno. Zgleda, da je linezolid primeren za zdravljenje bakterijskega endokarditisa, ki ga povzročajo večkratno odporne grampozitivne bakterije, čeprav ni na voljo visokokakovostnih dokazov, ki bi podpirali to uporabo. Izidi zdravljenja enterokoknega endokarditisa so bili različni; v nekaterih primerih je bilo zdravljenje uspešno, v drugih primerih pa odziva na zdravljenje ni bilo.
Obstajajo tudi nizko- do srednjekakovostni dokazi o uporabi linezolida pri okužbah kosti in sklepov, vključno s kroničnim osteomielitisom, vendar v primeru, da je potrebno dolgotrajno zdravljenje, znatne zadržke predstavljajo neželeni učinki.
V kombinaciji z drugimi zdravili so linezolid uporabili tudi za zdravljenje tuberkuloze. Optimalno odmerjanje za to uporabo ni določeno. Pri odraslih so z dobrimi izidi uporabili tako enkrat kot dvakrat dnevno odmerjanje. Po navadi je potrebnih več mesecev zdravljenja in ne glede na odmerjanje je pojavnost neželenih učinkov visoka. Na voljo ni dovolj zanesljivih dokazov o učinkovitosti in varnosti, ki bi podpirali omenjeno indikacijo v rutinskem zdravljenju.
Raziskovali so tudi vlogo linezolida kot alternativo vankomicinu pri zdravljenju febrilne nevtropenije pri rakavih bolnikih s sumom na grampozitivno okužbo. Gre tudi za enega redkih antibiotikov, ki se razporeja v očesno steklovino in bi se lahko potencialno učinkovito uporabljal pri zdravljenju endoftalmitisa (vnetja notranjosti zrkla), ki ga povzročajo občutljive bakterije. Vendar je tudi primeru tovrstne uporabe le malo dokazov, saj se bakterijski endoftalmitis na splošno učinkovito zdravi z apliciranjem vankomicina neposredno v oko.

### Okužbe osrednjega živčevja
Raziskave na živalih z meningitisom, povzročenim s Streptococcus pneumoniae, so pokazale, da linezolid dobro prodira v cerebrospinalno tekočino, vendar je bila učinkovitost slabša kot pri drugih antibiotikih. Na voljo ni dovolj visokokakovostnih dokazov, ki bi podpirali rutinsko uporabo linezolida pri zdravljenju bakterijskega meningitisa. Vendar se kljub temu uspešno uporablja v veliko primerih okužb osrednjega živčevja, ki jih povzročajo občutljive bakterije, in predlagan je kot smiselna izbira pri indikacijah, kjer so druge oblike zdravljenja omejene ali kjer drugi antibiotiki niso učinkoviti. Smernice Ameriškega združenja za infekcijske bolezni priporočajo linezolid kot zdravilo prve izbire za meningitis, povzročen z VRE, in kot alternativo vankomicinu pri zdravljenju meningitisa, povzročenega z MRSA. Linezolid se je izkazal kot prednostno zdravilo pred vankomicinom pri zdravljenju nebolnišničnih okužb osrednjega živčevja z MRSA, vendar je bilo do leta 2009 objavljenih zelo malo primerov takih okužb.

### S katetri povzročene okužbe
Marca 2007 je FDA objavila rezultate randomizirane, nadzorovane, neslepe klinične raziskave faze III, v kateri so linezolid primerjali z vankomicinom pri zdravljenju okužbe obtočil, povzročene s centralnim venskim katetrom. Bolnike, zdravljene z vankomicinom, so lahko preklopili na zdravljenje z oksacilinom ali dikloksacilinom v primeru, da je bila povzročiteljska bakterija občutljiva na ta dva antibiotika, in tako pri linezolidu kot pri vankomicinu so bolniki lahko prejemali tudi ustrezno zdravilo proti gramnegativnim bakterijam, če je bilo potrebno. Sama študija je bila objavljena januarja 2009.
Pri linezolidu je bila smrtnost statistično značilno višja napram primerjanim antibiotikom. Ob upoštevanju izidov pri vseh bolnikih se je izkazalo, da je umrlo 21,5 % bolnikov, zdravljenih z linezolidom, in 16 % tistih, ki so prejemali vankomicin (oziroma v nadaljevanju oksacilin/dikloksacilin). Razlika naj bi bila posledica slabše učinkovitosti linezolida pri zdravljenju gramnegativnih okužb ali mešanih gramnegativno-grampozitivnih okužb. Pri bolnikih, pri katerih je bila okužba posledica le grampozitivnih bakterij, je bil linezolid enako učinkovit in varen kot vankomicin. Posledično je FDA obvestila zdravstvene strokovnjake, da linezolid ni odobren za zdravljenje s katetri povezanih okužb ali okužb, ki jih povzročajo gramnegativne bakterije, ter da je treba izbrati primernejše zdravljenje, če je potrjena gramnegativna okužba ali če obstaja sum nanjo.

## Neželeni učinki
Pri kratkotrajni uporabi je linezolid relativno varno zdravilo. Pogosti neželeni učinki (pojavijo se pri več kot 1 % bolnikov) linezolida so driska (pri 3–5 % bolnikov v kliničnih raziskavah), glavobol (1–11 %), siljenje na bruhanje (3–10 %), bruhanje (1–4 %), izpuščaj (2 %), zaprtje (2 %), moteno okušanje (1–2 %) in obarvanost jezika (0,2–1 %). Pojavijo se lahko glivične okužbe, kot sta kandidoza ustne votline ali vaginalna kandidoza, saj linezolid zavira normalno bakterijsko floro in tako naredi prostor za razširitev glivic (t. i. antibiotična kandidoza). Redkejši, a potencialno hujši neželeni učinki so preobčutljivostna reakcija, pankreatitis in povišane vrednosti transaminaz, ki lahko kažejo na jetrno okvaro. Za razliko od nekaterih drugih antibiotikov, kot so kinoloni in eritromicin, linezolid ne vpliva na interval QT, ki je merilo električne prevodnosti srca. Adverse effects in children are similar to those that occur in adults.
Kot skorajda vsi antibiotiki se tudi linezolid povezuje s povzročanjem driske zaradi okužbe s Clostridium difficile in psevdomembranskega kolitisa, vendar slednji ni pogost, v kliničnih raziskavah se pojavlja pri okoli enemu na dva tisoč bolnikov. Zgleda, da je C. difficile v razmerah in vitro občutljiv na linezolid in linezolid je bil celo predlagan za zdravljenje s to bakterijo povezane driske.
Od leta 2009 je v Združenem kraljestvu linezolid označen s črnim trikotnikom, kar pomeni, da ga Komisija za humano medicino britanske agencije za zdravila intenzivno preučuje v kliničnih raziskavah po utrženju.

### Dolgotrajna uporaba
Pri zdravljenju se lahko pojavi zavrto delovanje kostnega mozga, ki se kaže zlasti kot trombocitopenija (znižano število krvnih ploščic); to je edini neželeni učinek, ki se kaže znatno pogosteje pri linezolidu kot pri glikopeptidnih ali betalaktamskih antibiotikih. Redko se pojavi pri bolnikih, ki prejemajo linezolid 14 dni ali manj, pogosteje pa pri dolgotrajnejši uporabi ali pri bolnikih z ledvično odpovedjo. Poročilo primera iz leta 2004 navaja, da naj bi piridoksin (oblika vitamina B6) pomagal pri preprečevanju slabokrvnosti in trombocitopenije, ki ju povzroča linezolid, vendar pa kasnejše obsežnejše raziskave niso potrdile tega zaščitnega učinka.
Dolgotrajno uporabo linezolida povezujejo tudi s periferno nevropatijo in nevropatijo vidnega živca, ki se pojavita predvsem po večmesečni uporabi in sta lahko nepovratni. Čeravno mehanizem poškodbe ni pojasnjen, kot vzrok predpostavljajo mitohondrijsko toksičnost; linezolid ima škodljive učinke na mitohondrije najbrž zaradi podobnosti mitohondrijskih in bakterijskih ribosomov. Tudi laktična acidoza, potencialno življenjsko ogrožajoče nastajanje mlečne kisline v telesu, naj bi bila posledica mitohondrijske toksičnosti. Zaradi teh neželenih učinkov pri dolgotrajni uporabi proizvajalec priporoča med zdravljenjem z linezolidom tedensko spremljanje krvne slike, s čimer se ugotavlja morebitno zaviranje kostnega mozga, ter odsvetuje uporabo, daljšo od 28 dni.
Obširnejši protokol o spremljanju hudo bolnih bolnikov, ki prejemajo linezolid, z namenom zgodnjega ugotavljanja škodljivih učinkov 
je razvila in predlagala ekipa raziskovalcev iz avstralskega Melbourna. Protokol vključuje dvakrat tedensko spremljanje krvne slike in jetrnih testov (določanje koncentracije mlečne kisline v serumu za zgodnje ugotavljanje laktične acidoze), pregled vseh zdravil, ki jih bolnik uporablja, ter prekinitev uporabe tistih zdravil, ki lahko izkazujejo interakcije z linezolidom, in redne očesne in nevrološke preglede bolnikov, ki prejemajo linezolid več kot 4 tedne.
Neželene učinke pri dolgotrajni uporabi so ugotovili šele v raziskavah po utrženju (4. faza kliničnega preskušanja). Zaviranja delovanja kostnega mozga niso ugotovili v 3. fazi kliničnega preskušanja, kjer trajanje zdravljenja ni presegalo 21 dni. Čeprav se je pri nekaterih posameznikih v zgodnjih raziskavah pojavila trombocitopenija, se je le-ta izkazala za povrnljivo in se ni pojavljala znatno pogosteje kot v kontrolni skupini (v kateri bolniki niso prejemali linezolida). V raziskavah po utrženju so se pojavila tudi poročila o krčih ter julija 2008 tudi en primer Bellove pareze (omrtvelost obraznega mišičja) in nefrotoksičnosti.

## Kemizem
Pri fiziološkem pH-ju se linezolid nahaja v nenabitem stanju. Je zmerno vodotopen (okoli 3 mg/mL), z vrednostjo logP 0,55.
Oksazolidinski farmakofor,  ki je bistven za protimikrobno delovanje, sestoji iz 1,3-oksazolidin-2-onske strukturne enote z arilno skupino na položaju 3 in S-metilno skupino ter nanjo dodatno pripetim substituentom na položaju 5 (R-enantiomeri vseh oksazolidinonov so odgovorni za antibiotično delovanje). Poleg te jedrne strukture vsebuje molekula še druge strukturne prvine, ki izboljšujejo učinkovitost in varnost. Acetamidni substituent na 5-metilni skupini je optimalna struktura glede protibakterijske učinkovitosti in je vključen v vse doslej razvite aktivne oksazolidinone. Fluorov atom na mestu 3′ podvoji učinkovitost tako in vitro kot in vivo, elektron donorski dušikov atom v morfolinskem obroču pa pomaga ohranjati visoko protibakterijsko učinkovitost in sprejemljiv varnostni profil molekule.
Antikoagulant rivaroksaban (Xarelto) ima podobno kemijsko zgradbo; obe učinkovini sestavlja oksazolidinonski farmakofor – razlike so le na treh mestih (dodatna keton in klorotiofen ter odsoten fluorov atom). Kljub strukturni podobnosti delovanje klinično ni podobno.

### Sinteza
Linezolid je popolnoma sintezno pridobljen; ne pojavlja se v naravi (v nasprotju na primer z eritromicinom in številnimi drugimi antibiotiki) in ga tudi niso pridobili z nadgradnjo strukture, ki je prisotna v naravi (kot so razvili večino betalaktamskih antibiotikov). Za sintezo oksazolidinov je na voljo veliko pristopov in v literaturi je bilo opisanih več sinteznih poti za pridobivanje linezolida. Izvorna metoda pridobivanja, ki jo je razvil Upjohn za pilotno proizvodno, ima sicer dobre izkoristke, a je dolgotrajna in zahteva drage kemikalije, kot sta paladij in ogljik, ter zelo občutljiva reagenta metansulfonil klorid in n-butillitij ter se izvaja pri nizkih temperaturah. Velik del visoke cene linezolida je bil zato posledica dragega pridobivanja. Nekoliko krajšo in stroškovno učinkovitejšo metodo pridobivanja, ki je primerna tudi za pridobivanje večjih količin učinkovine, je patentiral Upjohn leta 1998.
Kasnejše sintezne poti so vključile atomsko gospodarno metodo za pridobivanje linezolida iz D-manitola; to sintezo je razvila indijska farmacevtska družba Dr. Reddy's in jo objavila leta 1999. Druga pot, ki jo je razvila skupina raziskovalcev z univerze v kitajskem mestu Hunan, izkorišča kot vhodno snov (S)-gliceraldehid acetonid (pripravljen iz vitamina C).
25. junija 2008 je Pfizer na 12. letni konferenci za zeleno kemijo in inženirstvo v New Yorku objavil razvoj sinteze druge generacije; gre za konvergentno, zeleno sintezo, ki omogoča pridobivanje linezolida iz (S)-epiklorohidrina z višjimi izkoristki in 56-odstotnim zmanjšanjem skupne izgube.

## Farmakokinetika
Ena od prednosti linezolida je visoka biološka razpoložljivost (skoraj 100 %) po peroralni aplikaciji: celotni odmerek doseže krvni obtok, enako kot pri intravenski poti uporabe. To pomeni, da lahko bolniki iz intravenskega prejemanja linezolida preidejo na peroralno uživanje, čim jim razmere to dovoljujejo, medtem ko je treba primerljive antibiotike (npr. vankomicin ali kvinupristin/dalfopristin) ves čas aplicirati intravensko. Jemanje linezolida sočasno s hrano nekoliko upočasni absorpcijo (vsrkanje skozi stene prebavil), vendar to ne vpliva na površino pod krivuljo.
Vezava na plazemske beljakovine je okoli 31 %, vendar močno variira, navidezni volumen porazdelitve pa v ravnovesju znaša okoli 40–50 litrov. Maksimalne serumske koncentracije (Cmax) se dosežejo 1 do 2 uri po aplikaciji zdravila. Linezolid se porazdeljuje po vseh tkivih, razen v kostnino in maščevje. V sluzi, ki obdaja epitel spodnjih dihalnih poti, je koncentracija linezolida vsaj tolikšna kot v serumu, pogosto pa celo višja (nekateri avtorji poročajo o do 4-krat višjih vrednosti v bronhialni tekočini napram koncentracijam v serumu). To naj bi bilo pomembno dejstvo za učinkovitost zdravila proti pljučnicam. Koncentracije v možgansko-hrbtenjačni tekočini se razlikujejo; maksimalne koncentracije so nižje kot v serumu zaradi počasnega prehajanja skozi krvno-možgansko pregrado, minimalne koncentracije pa so zaradi istega razloga višje. Povprečni razpolovni čas znaša 3 ure pri otrocih, 4 ure pri mladostnikih in 5 ur pri odraslih.
Linezolid se presnavlja v jetrih, in sicer pride do oksidacije morfolinskega obroča (brez sodelovanja citokromskega sistema P450). Ta presnovna pot vodi do dveh poglavitnih neaktivnih presnovkov (eden predstavlja okoli 45 %, drugi pa okoli 10 % izločenega odmerka v ravnotežnem stanju), in ostalih presnovkov, ki pa predstavljajo majhne deleže izločenega odmerka. Očistek je odvisen od starosti in spola; višji je pri otrocih (posledica je krajši razpolovni čas), pri ženskah pa je 20 % višji kot pri moških.

### Uporaba pri posebnih skupinah bolnikov
Pri odraslih in otrocih, starejših od 12 let, se linezolid običajno daje vsakih 12 ur, bodisi peroralno bodisi intravensko. Mlajšim otrokom in dojenčkom se daje vsakih 8 ur. Pri starostnikih, bolnikih z blago do zmerno motnjo delovanja jeter ali bolnikih z motenim ledvičnim delovanjem prilagajanje odmerka ni potrebno. Pri bolnikih na hemodializi je potrebna previdnost, da se linezolid aplicira po opravljeni hemodializi, saj se z njo sicer odstrani 30–40 % odmerka; pri bolnikih na hemofiltraciji prilagajanje odmerka ni potrebno, vendar je v nekaterih primerih potrebno pogostnejše odmerjanje. Ena študija je pokazala, da naj bi bilo bolnikom z opeklinami, ki prizadenejo več kot 20 % telesne površine, potrebno aplicirati linezolid pogosteje kot pri normalnih bolnikih zaradi povečanega neledvičnega očistka zdravila.
Linezolid spada v nosečnostno kategorijo C (v ZDA), kar pomeni, da ni bilo opravljenih ustreznih študij varnosti uporabe pri nosečnicah in čeprav so raziskave na živalih pokazale blago toksičnost na plod, morajo pričakovane koristi pretehtati tveganja zdravljenja. Linezolid prehaja v materino mleko, vendar klinična pomembnost tega dejstva ni znan.

## Mehanizem delovanja
Oksazolidinoni so zaviralci sinteze beljakovin, in sicer motijo prevajanje sporočilne RNK (mRNK), ki poteka na ribosomih in je pomemben korak pri sintezi beljakovin. S tem ustavijo rast in razmnoževanje bakterij. Čeprav mehanizem delovanja ni dokončno pojasnjen, naj bi linezolid deloval na prvi stopnji sinteze beljakovin, torej na iniciacijo, in ne na elongacijo (podaljševanje nastajajoče beljakovinske molekule), kot je značilno za večino drugih zaviralcev sinteze beljakovin.
Linezolid torej prepreči tvorbo iniciacijskega kompleksa, ki ga sestavljajo ribosomski podenoti 30S in 50S, prenašalna RNK (tRNK) ter mRNK. Linezolid se veže na podenoto 50S, in sicer na predel 23 S, ki je nosilec peptidiltransferazne aktivnosti. To vezavno mesto se nahaja blizu vezavnih mest za kloramfenikol, linkomicin in druge antibiotike. Zaradi tega edinstvenega mehanizma delovanja je navzkrižna odpornost bakterij proti linezolidu in drugim zaviralcem sinteze beljakovin zelo redka oziroma morda sploh ne obstaja.
Leta 2008 je ekipi raziskovalcev z Univerze Yale uspelo pojasniti kristalno strukturo linezolida, vezanega na ribosomsko podenoto 50S pri arheji Haloarcula marismortui, in bila je dodana v podatkovno zbirko beljakovin (Protein Data Bank). Druga skupina raziskovalcev je določila strukturo linezolida, vezanega na podenoto 50S bakterije Deinococcus radiodurans. Avtorji so predlagali izpopolnjeno razlago modela mehanizma delovanja oksazolidinonov: linezolid zasede mesto A ribosomske podenote 50S in povzroči konformacijsko spremembo, kar prepreči vezavo tRNK na to mesto in povzroči, da se tRNK loči od ribosoma.

## Bakterijska odpornost
O pridobljeni odpornosti proti linezolidu so poročali že leta 1999 pri dveh bolnikih s hudo okužbo z večkrat odpornim Enterococcus faecium, ki sta prejemala zdravilo v okviru programa sočutne uporabe. Proti linezolidu odporni Staphylococcus aureus so prvič osamili leta 2001.
V ZDA spremljajo odpornost bakterij proti linezolidu od leta 2004, in sicer s pomočjo programa LEADER, ki so ga do leta 2007 uvedli v 60 zdravstvenih ustanovah po vsej državi. Odpornost ostaja zelo nizka (pri manj kot 0,5 % osamljenih bakterij in manj kot 0,1 % vzorcih S. aureus).
Podoben mednarodni program "Zyvox Annual Appraisal of Potency and Spectrum Study" ali ZAAPS je bil uveden že leta 2002. Do leta 2007 je znašala skupna odpornost proti linezolidu v 23 državah manj kot 0,2 %, pri streptokokih pa o njej sploh niso poročali. Odpornost so odkrili le v Braziliji, Na Kitajskem, Irskem in v Italiji, in sicer pri na koagulazo negativnih stafilokokih (odpornih je bilo 0,28 % vzorcev), enterokokih (0,11 %) in S. aureus (0,03 %). v Združenem kralljestvu in na Irskem ni bilo med letoma 2001 in 2006 nobenega primera odpornih bakterij pri bolnikih z bakteremijo, poročali pa so o odpornih enterokokih. Nekateri avtorji predvidevajo, da bo odpornost pri E. faecium pogostnejša, če se bo linezolid v prihodnosti uporabljal v takem ali celo večjem obsegu, kot se sedaj.

### Mehanizem
Intrinzična odpornost večine gramnegativnih bakterij proti linezolidu je posledica delovanja izlivnih črpalk, ki aktivno izplavljajo linezolid iz celic s hitrostjo, ki onemogoča kopičenje zdravila v celici.
Grampozitivne bakterije običajno razvijejo odpornost proti linezolidu zaradi točkovne mutacije, imenovane G2576T, pri čemer se v 2576. baznem paru v genu za RNK ribosomske regije 23S timin nadomesti z gvaninom.  Ta mehanizem je najpogostejši pri stafilokokih in doslej edini poznani pri osamljenih sevih E. faecium. Pri Streptococcus pneumoniae so identificirali tudi druge mehanizme odpornosti (vključno z mutacijo na RNK-metiltransferazi, ki metilira G2445 ribosomske RNK 23S, in mutacijami, ki povzročijo povečano izražanje genov za membranski prenašalec ABC. Prav tako so različne mehanizme odpornosti odkrili pri Staphylococcus epidermidis.

## Interakcije
Linezolid je šibek zaviralec monoaminske oksidaze (MAO), zato se ne sme sočasno uporabljati z drugimi zaviralci MAO, večjimi količinami hrane, bogate s tiraminom (kot so svinjina, starani siri, alkoholne pijače, prekajeno ali nasoljeno meso) ali serotonergičnimi zdravili. V raziskavah po utrženju so poročali o serotoninskem sindromu, če je bil linezolid apliciran skupaj s serotonergičnimi zdravili ali takoj po prekinitvi zdravljenja z njimi (zlasti pri zaviralcih ponovnega privzema serotonina, kot sta paroksetin in sertralin). Lahko pride tudi do izrazitejšega povečanja krvnega tlaka pri sočasni uporabi simpatomimetičnih zdravil, kot sta psevdoefedrin in fenilpropanolamin. V nobenem primeru se ne sme dajati sočasno s petidinom (meperidinom) zaradi nevarnosti serotoninskega sindroma.
Linezolid ne inducira ali zavira citokromskega sistema P450, ki je pomemben pri presnovi številnih učinkovin, zato ne povzroča interakcij, povezanih s citokromskim sistemom.

## Ekonomski vidiki
Linezolid je sorazmerno drago zdravilo; cikel zdravljenja z zdravilom lahko stane več tisoč ameriških dolarjev – poleg tega so še drugi stroški, na primer bolnišnična oskrba. Vendar pa linezolid omogoča enostaven preklop iz parenteralnega na peroralno zdravljenje, ne da bi bila pri tem ogrožena učinkovitost zdravila, zato so lahko bolniki sorazmerno zgodaj napoteni iz bolnišnice v domačo oskrbo. Parenteralno apliciranje zdravil na domu je namreč nepraktično. Skrajšanje števila dni hospitalizacije tako zniža skupne stroške zdravljenja, vendar naj bi bila cena še vedno višja kot pri primerljivih antibiotikih.